# Табули (салата)
Табули или Табуле е известна салата от турската и арабска кухня.
Тя е неизменна част от менютата на ресторантите в Турция и арабските страни, най-популярна е в град Истанбул.
Приготвя се от ситно нарязани лук (кромид), магданоз, обелени домати, задушен или набъбнал във вода булгур и дресинг от ситно нарязан джоджен, лимонов сок, сол и зехтин.
Салатата се сервира предварително овкусена.